# Makunaima
Makunaima ist eine Gattung von Süßwasserfischen aus der Ordnung der Salmlerartigen (Characiformes). Sie besteht aus vier Arten, darunter der aus der Aquaristik bekannte Brillantsalmler (Makunaima pittieri), und kommt im Amazonasbecken, in Venezuela und in den drei Guayanas vor.

## Merkmale
Makunaima sind relativ kleine Salmer und vor allem hellgrau bis silbrig gefärbt. Zu den Diagnostische Merkmale der Gattung gehören zwei Zahnreihen auf der Prämaxillare, mit fünf oder sechs Zähnen in der inneren Reihe. Die Basis dieser Zähne der inneren Reihe ist so breit wie die Zahnspitze. Auf der Maxillare sind mehr als fünf Zähne vorhanden. Die Zähne des Unterkiefers nehmen abrupt an Größe ab. Die Schwanzflosse ist unbeschuppt und transparent. Höchstens ein Schwanzflossenfleck ist vorhanden, aber niemals ein schwarzer Längsstreifen. Die Seitenlinie ist vollständig mit 31 bis 35 perforierten Schuppen.

## Systematik
Die Gattung Makunaima wurde im Jahr 2020 im Rahmen einer Revision der Gattung Astyanax eingeführt. Die drei damals in die Gattung gestellten Arten gehörten vorher zu Astyanax aber zu einer anderen Klade als Astyanax argentatus die Typusart. Der Gattungsname Makunaima wurde vom Namen eines Schöpfungsgottes verschiedener indigener Stämme des Amazonasbeckens übernommen. Der auch Macunaima oder Makonaima genannte Gott schuf gemäß der Schöpfungslegende die Tiere und einen großen Baum, aus dem alle als Nahrung geeigneten Pflanzen hervorgingen. Im Jahr 2024 wurde im Zuge einer Revision der „Echten Salmler“ (Characidae) auch der Brillantsalmler als vierte Art in die Gattung Makunaima gestellt. Makunaima ist die Schwestergattung von Megalamphodus.

## Arten
Zur Gattung Makunaima gehören vier Arten:
- Makunaima guaporensis (Eigenmann, 1911), Typusart
- Makunaima guianensis (Eigenmann, 1909)
- Makunaima multidens (Eigenmann, 1908)
- Brillantsalmler (Makunaima pittieri (Eigenmann, 1920))